# 大学院大学
大学院大学（だいがくいんだいがく）とは、大学院を中心とする大学のことである。

## 日本の大学院大学
通例、大学院大学とは、学校教育法（昭和22年法律第26号）の第68条に規定がある学部（学部以外の教育研究上の基本となる組織を含む）をおくことなく大学院をおく大学のことを指す。独立大学院大学（どくりつだいがくいんだいがく）ということもある。なお、このような大学におかれる大学院は、独立大学院（どくりつだいがくいん）という。なお、すでに廃止された法律であるが、国立学校設置法（昭和24年法律第150号）では、国立の大学院大学のことを「国立大学院大学」と称していた。
また、大学院大学は、大学院重点化を行った大学のことを指すこともある。この場合、当該の大学には学部（またはそれに準ずる教育研究上の基本組織）と大学院の双方が設置されるのであるが、組織の基本は大学院に置かれることになる。たとえば、教員は大学院に所属することを基本とし、学部については兼担するという形式になる。

### 沿革
戦後、新制大学化に伴い、旧制高等学校、旧制大学以上の大学院大学設置構想はあったが、予算などの関係によって、旧制高校と旧制大学の統合による新制大学として大学院大学構想は頓挫し、大学院は各大学に附属する研究機関としての役割を担ってきた。1980年代に入り、大学院における事故等の多発、また貧弱な設備による低迷していた研究状況を打開するためには、大学院重点化が必要との世論に押されて、再び大学院大学構想が現実味を帯びることになった。無論、優秀な頭脳の国外流出という問題もあり、研究予算を重点的に研究専門組織へ配分するか、新設の大学院大学を設置することが解決策として実施することになった。
1982年に財界が中心になって民間主導で私立国際大学（新潟県南魚沼市）を設立、日本初の大学院大学が誕生した。さらに、各国立研究所及び各大学附属研究所の大学研究共同利用法人化に伴い、全ての大学からの研究職員受け入れが透明化され、また、北陸先端科学技術大学院大学、奈良先端科学技術大学院大学の開学に伴い、国内において博士前期課程及び博士後期課程における技術者・研究者養成の大学院大学が開学することになった。
その後、2003年度に専門職大学院の設置が認められたことにともない、大学院は、単なる教育と研究のみを目的する組織に留まらず、高度専門職業人の養成を重視するという側面も持つようになった。専門職大学院には、法科大学院、公共政策大学院、会計大学院などの設置が進んでおり、アメリカ合衆国の制度を参考にしつつ新しい試みが行われている。
特に2003年度以降においては、学部（相当組織を含む）をおくことなく大学院をおく大学が増加しているため、近年では、大学院大学の意味は、「学部を持ちつつ大学院に重点をおく大学」のことではなく、「学部（学部以外の教育研究上の基本となる組織を含む）をおくことなく大学院をおく大学」こととされる例が増えてきている。

### 課題
1990年代以降日本全国で進められている大学院重点化の結果、博士の学位を有する者の数が増加する一方で、大学の教員や公的機関の研究者などのポストは増えていない。そのため2003年には、大学院の博士課程（博士後期課程など）の修了者（課程博士）の就職率が54.4%になるなど、博士の学位を有する非就業者である「余剰博士」（オーバードクター）の増加が社会問題化した。こうした状況を受け文部科学省は、2005年から、博士課程修了者の就職問題対策をとることを決定した。

### 日本の大学院大学の一覧
学部（学部以外の教育研究上の基本となる組織を含む）を置くことなく大学院を置く大学。詳細は総合研究大学院大学の項目に記述した通り、研究科もしくは専攻科を設置。単科大学院の場合は研究科=専攻科であり、総合大学院の場合は研究科に複数の専攻科を設置。

#### 国立大学
- 総合研究大学院大学 (総研大、SOKENDAI)
- 北陸先端科学技術大学院大学 (JAIST)
- 奈良先端科学技術大学院大学 (NAIST)
- 政策研究大学院大学 (GRIPS)

#### 公立大学
- 情報科学芸術大学院大学 (IAMAS) - 設置者は岐阜県。
- 東京都立産業技術大学院大学（AIIT） - 設置者は東京都を設立団体とする公立大学法人。
- 静岡社会健康医学大学院大学（SPH） - 設置者は静岡県を設立団体とする公立大学法人。

#### 日本国政府が運営資金を提供する特別な私立大学
- 沖縄科学技術大学院大学（OIST）

#### 私立大学

##### 総合
- 国際大学 (IUJ)
- 社会構想大学院大学

##### 科学技術
- 情報セキュリティ大学院大学
- 光産業創成大学院大学
- 京都情報大学院大学
- 神戸情報大学院大学

##### ビジネス・会計
- LEC東京リーガルマインド大学院大学 - 2004年、「LEC東京リーガルマインド大学」として開学。2013年、学部を廃止し現大学名に変更。
- 大原大学院大学
- 事業構想大学院大学
- グロービス経営大学院大学
- SBI大学院大学
- 事業創造大学院大学
- 大学院大学至善館

##### 文化
- 国際仏教学大学院大学 (ICABS)
- 桐朋学園大学院大学
- 文化ファッション大学院大学（BFGU） - 2006年、「文化ファッションビジネススクール」を継承し開学。
- ハリウッド大学院大学

##### 教育
- 教育テック大学院大学

#### 日本に本部を置く日本国外の大学
- 国際連合大学 (UNU) - 厳密には大学ではなく、国際連合のシンクタンクである。

#### かつて存在した大学院大学
設立当初は大学院大学だったもの（以下は大学院大学当時の名称）
- デジタルハリウッド大学院大学 - 2004年開学。2005年、学部を設置し「デジタルハリウッド大学」に改称。
- ビジネス・ブレークスルー大学院大学 - 2005年開学。2010年、学部を設置し「ビジネス・ブレークスルー大学」に改称。
- 滋慶医療科学大学院大学 - 2011年開学。2021年、学部を設置し「滋慶医療科学大学」に改称。

他大学と統合した大学
- 大宮法科大学院大学 - 2004年開学。2012年学生募集停止、2015年に桐蔭横浜大学法科大学院と統合。
- 日本教育大学院大学 - 2006年開学。2017年4月より星槎大学と統合。

廃校した大学
- LCA大学院大学 - 2006年開学。2009年学生募集停止、2011年廃校。
- 映画専門大学院大学 - 2006年開学。2012年学生募集停止、2013年廃校。
- 日本伝統医療科学大学院大学 - 2007年開学。2009年学生募集停止、2010年廃校。

#### 大学院大学としての設置が計画されたが、実現しなかったもの
名称はいずれも仮称である。
- 旭インターネット大学院大学
- TAC大学院大学
- WAO大学院大学
- 裏千家学園大学院大学
- 日本翻訳大学院大学
- 文化政策・まちづくり大学院大学

#### 大学院に教育の重点を移した（大学院重点化）大学の一覧
研究教育を行うにあたり、予算を学部から研究科に重点を移した国立大学。よって、学部も存続している。
なお、以下の大学は全学で前期・後期課程の大学院を設置。
- 北海道大学
- 東北大学
- 筑波大学
- 東京大学
- 一橋大学
- 東京工業大学
- 東京農工大学
- 東京医科歯科大学
- 新潟大学
- 金沢大学
- 名古屋大学
- 京都大学
- 大阪大学
- 神戸大学
- 岡山大学
- 広島大学
- 九州大学

注）上記の大学以外にも、前期・後期課程を有する大学院を設置する国立大学法人や公立大学法人、特定分野に対して大学院の拡充を行っている国立大学法人もある。

## 各国の大学院大学

### フランス
官僚養成機関であるフランス国立行政学院は、博士後期課程に相当する。他のグランゼコールか大学を卒業後に進学する。多くはパリ政治学院の卒業生で占められている。
- リール・ノール・ド・フランス医科大学院大学（Collège doctoral de l'université Lille Nord de France）
- EPITECH（パリ・デジタルイノベーション大学院：École pour l'informatique et les nouvelles technologies）
- ENTPE（フランス国立公共土木大学院：École nationale des travaux publics de l'État）

### アメリカ合衆国
- ロックフェラー大学
- カリフォルニア大学サンフランシスコ校
- クレアモント大学院大学
- 海軍大学院